# Sangre Grande
Sangre Grande is een stad in Trinidad en Tobago en is de hoofdplaats van de regio Sangre Grande.
Sangre Grande telt naar schatting 17.000 inwoners.